# Чернышков, Владимир Сергеевич
Влади́мир Серге́евич Чернышко́в (21 апреля 1988, Белая Калитва) — российский гребец-каноист, член сборной России с 2011 года. Бронзовый призёр чемпионата Европы, многократный победитель национальных и молодёжных регат. На соревнованиях параллельным зачётом представляет Ростовскую и Рязанскую области, мастер спорта международного класса.

## Биография
Владимир Чернышков родился 21 апреля 1988 года в городе Белая Калитва, Ростовская область. Активно заниматься греблей начал в раннем детстве, проходил подготовку в ростовском центре спортивной подготовки № 3, в разное время тренировался у таких специалистов как В. А. Лакин, Н. Н. Андин, В. И. Немиш, А. В. Иванков, Г. И. Игнатенко.
В 2011 году выиграл молодёжный чемпионат Европы, после чего удостоился права представлять страну на взрослом чемпионате в сербском Белграде. В составе четырёхместного экипажа, куда также вошли гребцы Кирилл Шамшурин, Иван Кузнецов и Расул Ишмухамедов, завоевал бронзовую медаль на олимпийской дистанции 1000 метров, уступив лидерство экипажам из Венгрии и Белоруссии. В 2012 году в паре с Кузнецовым был серебряным призёром домашнего московского этапа Кубка мира, заняв второе место в двойках на дистанции 500 метров.
По состоянию на 2014 год Чернышков оставался в составе сборной России и продолжал участвовать в крупнейших мировых регатах. За выдающиеся спортивные достижения удостоен почётного звания «Мастер спорта России международного класса». Имеет высшее образование, в 2012 году окончил Кубанский государственный университет физической культуры, спорта и туризма.